# Alive (песня Дами Им)
Alive (в переводе с англ. — «Живая») — дебютный сингл австралийской певицы корейского происхождения Дами Им. Эта песня является победным синглом в местном реалити-шоу X Factor (Австралия). Песня была выпущена 28 октября 2013 года как первый сингл к альбому Dami Im, названный в честь неё.

## Запись и релиз
Эту песню написали Энтони Эгизий и Дэвид Мусусеци. После победы в X Factor, песня была выпущена в качестве цифровой загрузки в Австралии. В Южной Корее, откуда певица родом, была выпущена 1 ноября того же года тоже в качестве цифровой загрузки на разных музыкальных сайтах.

## Коммерческий успех
Спустя четыре дня после выпуска песни, «Alive» дебютировала на первом месте хит-парада ARIA Singles Chart с продажами 44 025 экземпляров. Спустя день после релиза в Южной Корее, «Alive» дебютировала 51-м месте Gaon International Digital Chart. Через неделю «Alive» поднялась на 29-е место.

## Список композиций
| №  | Название | Длительность |
| -- | -------- | ------------ |
| 1. | «Alive»  | 3:56         |

## Чарты и сертификации
| Чарт (2013)          | - Высшая - позиция |
| -------------------- | ------------------ |
| Австралия (ARIA)     | 1                  |
| Singapore Top 30     | 16                 |
| (Gaon International) | 29                 |

## Участники записи
- Дэвид Мусумеци — гитара
- Сара Де Боно — бэк-вокал